# Granges-le-Bourg
Pour les articles homonymes, voir Granges.
Granges-le-Bourg est une commune française située dans le département de la Haute-Saône, la région culturelle et historique de Franche-Comté et la région administrative Bourgogne-Franche-Comté.
Granges-le-Bourg appartient à la communauté de communes du Pays de Villersexel.

## Géographie

### Localisation
Granges-le-Bourg est placée entre le pays d'Héricourt, celui de Villersexel et de la ville de Lure ; presque équidistant entre ces trois villes (15 km).  Situé entre le pays sous-vosgien et le faisceau bisontin de la vallée du Doubs, le paysage est vallonné et boisé avec des dénivelés de l’ordre de 200 mètres et des altitudes dépassant rarement les 500 mètres. Une petite rivière (le ruisseau du Pont du Rond, affluent du Scey) coule au fond du vallon où s’étend le village.
Le Scey sépare la commune de celle de Granges-la-Ville, dont les villages sont imbriqués.
Une épaisse forêt, le bois de Granges, s'étend au nord du village. C'est l'une des plus grandes de Franche-Comté. Le paysage est essentiellement rural, la commune est entourée de champs.
La route départementale RD 9, se trouve à moins de 2 km de la place de la Mairie.
La commune est peu desservie par les transports en commun, il existe une ligne de bus des Lignes saônoises et les lignes reliant le village à Peugeot Sochaux.

### Communes limitrophes
- dans le canton de Villersexel :
  - Granges-la-Ville, adjacent à Granges-le-Bourg, ainsi que Secenans, Crevans-et-la-Chapelle-lès-Granges, Mignavillers et Faymont ;
- dans le canton d'Héricourt-2 :
  - Saulnot et son hameau de Malval.

### Géologie
Le territoire communal repose sur le bassin houiller keupérien de Haute-Saône, il fait partie de la concession de Corcelles exploitée de 1589 à 1922 mais aussi de celle de Gémonval exploitée de 1826 à 1944.

### Climat
Pour des articles plus généraux, voir Climat de la Bourgogne-Franche-Comté et Climat de la Haute-Saône.
En 2010, le climat de la commune est de type climat de montagne, selon une étude du Centre national de la recherche scientifique s'appuyant sur une série de données couvrant la période 1971-2000. En 2020, Météo-France publie une typologie des climats de la France métropolitaine dans laquelle la commune est exposée à un climat semi-continental et est dans la région climatique  Lorraine, plateau de Langres, Morvan, caractérisée par un hiver rude (1,5 °C), des vents modérés et des brouillards fréquents en automne et hiver. 
Pour la période 1971-2000, la température annuelle moyenne est de 9,8 °C, avec une amplitude thermique annuelle de 17,3 °C. Le cumul annuel moyen de précipitations est de 1 246 mm, avec 14,1 jours de précipitations en janvier et 10,5 jours en juillet. Pour la période 1991-2020, la température moyenne annuelle observée sur la station météorologique de Météo-France la plus proche, « Étobon », sur la commune d'Étobon à 11 km à vol d'oiseau, est de 10,7 °C et le cumul annuel moyen de précipitations est de 1 272,5 mm. 
La température maximale relevée sur cette station est de 38,5 °C, atteinte le 24 juillet 2019 ; la température minimale est de −18 °C, atteinte le 1er mars 2005,,. 
Les paramètres climatiques de la commune ont été estimés pour le milieu du siècle (2041-2070) selon différents scénarios d'émission de gaz à effet de serre à partir des nouvelles projections climatiques de référence DRIAS-2020. Ils sont consultables sur un site dédié publié par Météo-France en novembre 2022.

## Urbanisme

### Typologie
Au 1er janvier 2024, Granges-le-Bourg est catégorisée commune rurale à habitat dispersé, selon la nouvelle grille communale de densité à sept niveaux définie par l'Insee en 2022.
Elle est située hors unité urbaine. Par ailleurs la commune fait partie de l'aire d'attraction de Montbéliard, dont elle est une commune de la couronne,. Cette aire, qui regroupe 137 communes, est catégorisée dans les aires de 50 000 à moins de 200 000 habitants,.

### Occupation des sols
L'occupation des sols de la commune, telle qu'elle ressort de la base de données européenne d’occupation biophysique des sols Corine Land Cover (CLC), est marquée par l'importance des forêts et milieux semi-naturels (64 % en 2018), une proportion identique à celle de 1990 (64 %). La répartition détaillée en 2018 est la suivante : 
forêts (64 %), zones agricoles hétérogènes (25 %), prairies (5,6 %), zones urbanisées (4,6 %), terres arables (0,8 %). L'évolution de l’occupation des sols de la commune et de ses infrastructures peut être observée sur les différentes représentations cartographiques du territoire : la carte de Cassini (XVIIIe siècle), la carte d'état-major (1820-1866) et les cartes ou photos aériennes de l'IGN pour la période actuelle (1950 à aujourd'hui).

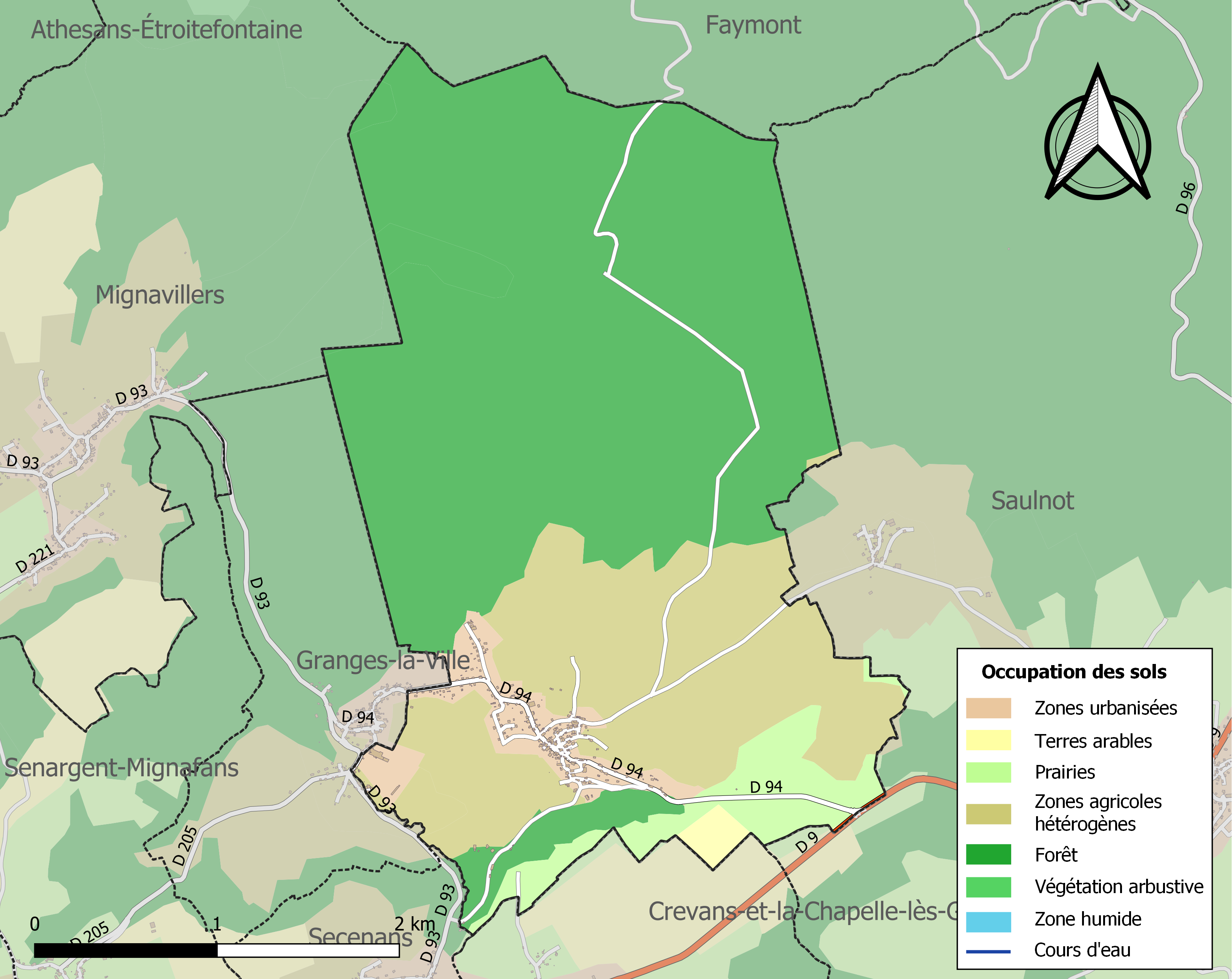
Carte des infrastructures et de l'occupation des sols de la commune en 2018 (CLC).

## Histoire

### Époque romaine
Deux voies romaines se croisent dans le secteur de Granges, il a été relevé plusieurs traces de villas isolées et éparpillées.

### Moyen Âge
Au IXe siècle, trois moines de l'abbaye de Luxeuil fondent une chapelle à l'emplacement de l'église actuelle de Granges-la-Ville, un petit village se développe autour.
Entre le Xe et le XIe siècle, la famille des Granges bâtit son château sur une colline proche, facilement défendable en cette période troublée. En effet, la foi des moines n'est plus assez forte pour protéger les villageois de la fureur des envahisseurs hongrois, normands et parfois sarrazins qui dévastent la région. Les villageois se regroupent près du château et jurent allégeance au maître des lieux, c'est l'entrée dans la féodalité.
La nouvelle communauté se développe rapidement et devient un bourg auquel sont rattachées les populations des villages de Senargent, Mignafans, très important à l'époque, et La Chapelle-les-Granges, soit presque 1 000 habitants, mais Granges-le-Bourg seul n'a jamais compté plus de 200 habitants. De nombreux acteurs de la vie économique et politique du secteur se côtoient à l'abri des murailles. Les barons de Granges, vassaux des comtes de Montbéliard, deviennent des seigneurs puissants et respectés. Quatre foires annuelles se tiennent à Granges, c'est un symbole de la prospérité économique avec la saunerie de Saulnot.
En 1298, Guillaume III de Granges meurt paisiblement, la seigneurie est intégrée au comté de Montbéliard dont elle était vassale.
De 1347 à 1350, la peste noire fait des ravages, on dénombre plusieurs centaines de morts dans la seigneurie. Chaque village avait alors son propre cimetière, et celui de Granges-le-Bourg se trouvait à côté de son église, dans l'actuel jardin de la Poste. Il fut vite rempli, et en raison du risque de contagion, les morts de Granges-le-Bourg et Granges-la-Ville furent brûlés entre les deux Granges, à l'emplacement de la Croix-Saint-Pierre.
En 1377, les Autrichiens s'emparent du bourg mais se révèlent incapables de prendre le château, grâce entre autres à sa position favorable.
En 1407, la comtesse Henriette de Montbéliard (nommée tante Arie dans le folklore) se marie avec Eberhard IV de Wurtemberg, prince du duché du même nom. Ainsi, le comté et la seigneurie de Granges sont rattachés au Saint-Empire romain germanique pour moitié. En effet, la seigneurie de Granges est vassale de deux seigneurs, le comte de Montbéliard et le comte de Bourgogne. Ainsi, celle-ci reste francophone de cœur et de droit même si l'époque est troublée par les volontés séparatistes de la Bourgogne par rapport au royaume de France (nous sommes en pleine guerre de Cent Ans).
En 1456, un incendie ravage le bourg, l'économie de la seigneurie s'effondre et il lui faut de nombreuses années pour s'en remettre.

#### Généalogie de la maison de Granges
Anciens barons du comté de Bourgogne. Les premières armes étaient : de gueules au sautoir d'or, plus tard ils prenaient : d'azur à trois bustes de carnation couronnés d'or à l'antique.
Guillaume Ier de Granges, sire de Granges, chevalier. Il assiste en 1105 à la fondation du prieuré de Froidefontaine par Thierry II de Montbéliard.
Mariage et succession :

Son épouse est inconnue, il a :
- Guy Ier qui suit,
- Hugues, cité en 1150 par des dons qu'il fait à l'abbaye de Bithaine avec le consentement de Guy de Traves et d'Helie/Illiette de Faucogney sa femme.

Guy Ier de Granges, sire de Granges, chevalier. Du temps de l'abbé Thibaud (vers 1135), il donne à l'abbaye de Lieu-Croissant ce qu'il possède au lieu-dit "la Prétière".
Mariage et succession :

Son épouse est inconnue, il a Guillaume II qui suit.
Guillaume II de Granges, sire de Granges, chevalier.
Mariage et succession :

Il épouse Alix de qui il a : 
- Guyot/Guy II qui suit,
- Henry,
- Hugues II, il est cité en 1236 parmi les seigneurs "donné comme caution" par Othon II de Bourgogne lors du mariage de sa fille Alix de Méranie avec Hugues de Chalon. Hugues épouse Poncette, fille de Gérard de Vaucaire/Vauquaire, sire de Frasne-le-Château, connétable au comté de Bourgogne[16],
- Damar.

Guyot/Guy II de Granges, chevalier. Il transmet son château à Richard de Montfaucon. Il est cité à l'époque de Narduin abbé de l'abbaye de Lieu-Croissant en 1190.
Mariage et succession :

Son épouse est inconnue, il a :
- Alix,
- Guillaume III qui fonde la famille de Grammont,
- Henry, chanoine et archidiacre de Luxeuil ou de Besançon.

### De laRenaissanceà laRévolution
Par la suite, Granges-le-Bourg suit l'histoire globale de la Franche-Comté avec ses nombreux soubresauts.
En 1668, les troupes de Louis XIV de France démantèlent le château et commencent l'intégration définitive de la seigneurie au royaume de France.
Granges-le-Bourg fut le chef-lieu d'un canton créé en 1790 et supprimé en 1801. Ce canton regroupait 29 villages.
Au cours de la Révolution française, la commune porte provisoirement le nom de Granges-le-Haut
En 1807, la commune absorbe celles voisines de Granges-la-Ville, de La Chapelle-lès-Granges, de Crevans, de Mignafans, de Mignavillers et de Secenans.

### Époque contemporaine
En 1824, la commune rend son indépendance à celle de Granges-la-Ville, incluant les hameaux de Mignafans et de Mignavillers qui deviennent, eux aussi, des communes indépendantes ultérieurement.
En 1832, la commune rend son indépendance à celles de Crevans et de Secenans.
En 1853, la commune de Crevans-et-la-Chapelle-lès-Granges est reconstituée avec la cession du hameau de la Chapelle-lès-Granges.
Le bourg connaît une régression. La révolution industrielle lui donne quelques industries mais il est rapidement relégué au rang de village. Néanmoins, le charme rural représente un léger avantage pour l'avenir.
Compte tenu de leur imbrication  et de leurs intérêts communs, Granges-le-Bourg avait proposé à Granges-la-Ville en 1972 de fusionner, proposition qui n'avait à l'époque pas eu de suite.

## Politique et administration

Carte départementale représentant en rouge la communauté de communes du Pays de Villersexel.

### Rattachements administratifs et électoraux
La commune fait partie de l'arrondissement de Vesoul du département de la Haute-Saône,  en région Bourgogne-Franche-Comté. Pour l'élection des députés, elle dépend de la deuxième circonscription de la Haute-Saône.
Elle fait partie depuis 1801 du canton de Villersexel. Dans le cadre du redécoupage cantonal de 2014 en France, le canton s'est agrandi, passant de 32 à 47.

### Intercommunalité
La commune est membre de la communauté de communes du Pays de Villersexel, créée le 31 décembre 1999.

### Liste des maires

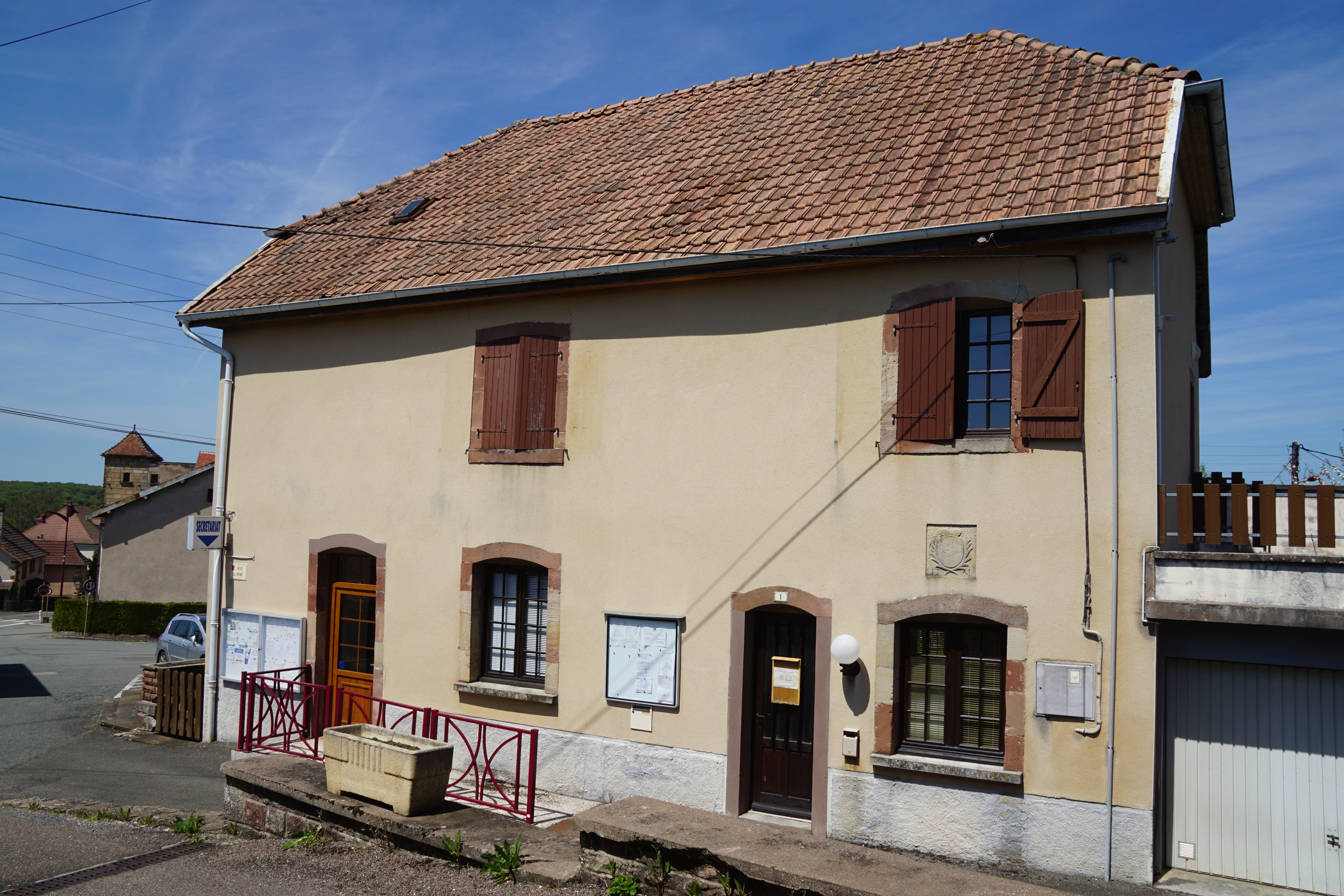
La mairie.

| Période                                  | Période                   | Identité                      | Étiquette | Qualité  |
| ---------------------------------------- | ------------------------- | ----------------------------- | --------- | -------- |
| Les données manquantes sont à compléter. |                           |                               |           |          |
| février 1790                             |                           | Claude-François Muffat        |           |          |
| 1792                                     |                           | Joachim-Joseph-Constant Colin |           |          |
| an III                                   |                           | Alexis Muffat                 |           |          |
| an IV                                    |                           | Jean-Claude Devaux le Jeune   |           |          |
| an VII                                   |                           | François-Xavier Devaux        |           |          |
| an VIII                                  |                           | Joachim-Joseph-Constant Colin |           |          |
| Les données manquantes sont à compléter. |                           |                               |           |          |
| 1998                                     | mai 2020                  | Michel Cuenin                 |           | Retraité |
| mai 2020                                 | En cours (au 27 mai 2020) | Claude Armbruster             |           | Retraité |

## Population et société

### Démographie
L'évolution du nombre d'habitants est connue à travers les recensements de la population effectués dans la commune depuis 1793. Pour les communes de moins de 10 000 habitants, une enquête de recensement portant sur toute la population est réalisée tous les cinq ans, les populations de référence des années intermédiaires étant quant à elles estimées par interpolation ou extrapolation. Pour la commune, le premier recensement exhaustif entrant dans le cadre du nouveau dispositif a été réalisé en 2006.

En 2022, la commune comptait 381 habitants, en évolution de +0,26 % par rapport à 2016 (Haute-Saône : −1,4 %, France hors Mayotte : +2,11 %).
| 1793 | 1800 | 1806 | 1821  | 1831 | 1836 | 1841 | 1846 | 1851 |
| ---- | ---- | ---- | ----- | ---- | ---- | ---- | ---- | ---- |
| 344  | 360  | 356  | 1 939 | 442  | 555  | 540  | 556  | 567  |

| 1856 | 1861 | 1866 | 1872 | 1876 | 1881 | 1886 | 1891 | 1896 |
| ---- | ---- | ---- | ---- | ---- | ---- | ---- | ---- | ---- |
| 398  | 411  | 427  | 400  | 396  | 372  | 374  | 346  | 341  |

| 1901 | 1906 | 1911 | 1921 | 1926 | 1931 | 1936 | 1946 | 1954 |
| ---- | ---- | ---- | ---- | ---- | ---- | ---- | ---- | ---- |
| 311  | 303  | 251  | 184  | 170  | 194  | 275  | 174  | 297  |

| 1962 | 1968 | 1975 | 1982 | 1990 | 1999 | 2006 | 2011 | 2016 |
| ---- | ---- | ---- | ---- | ---- | ---- | ---- | ---- | ---- |
| 315  | 287  | 356  | 330  | 306  | 313  | 347  | 377  | 380  |

| 2021 | 2022 | - | - | - | - | - | - | - |
| ---- | ---- | - | - | - | - | - | - | - |
| 381  | 381  | - | - | - | - | - | - | - |

### Enseignement

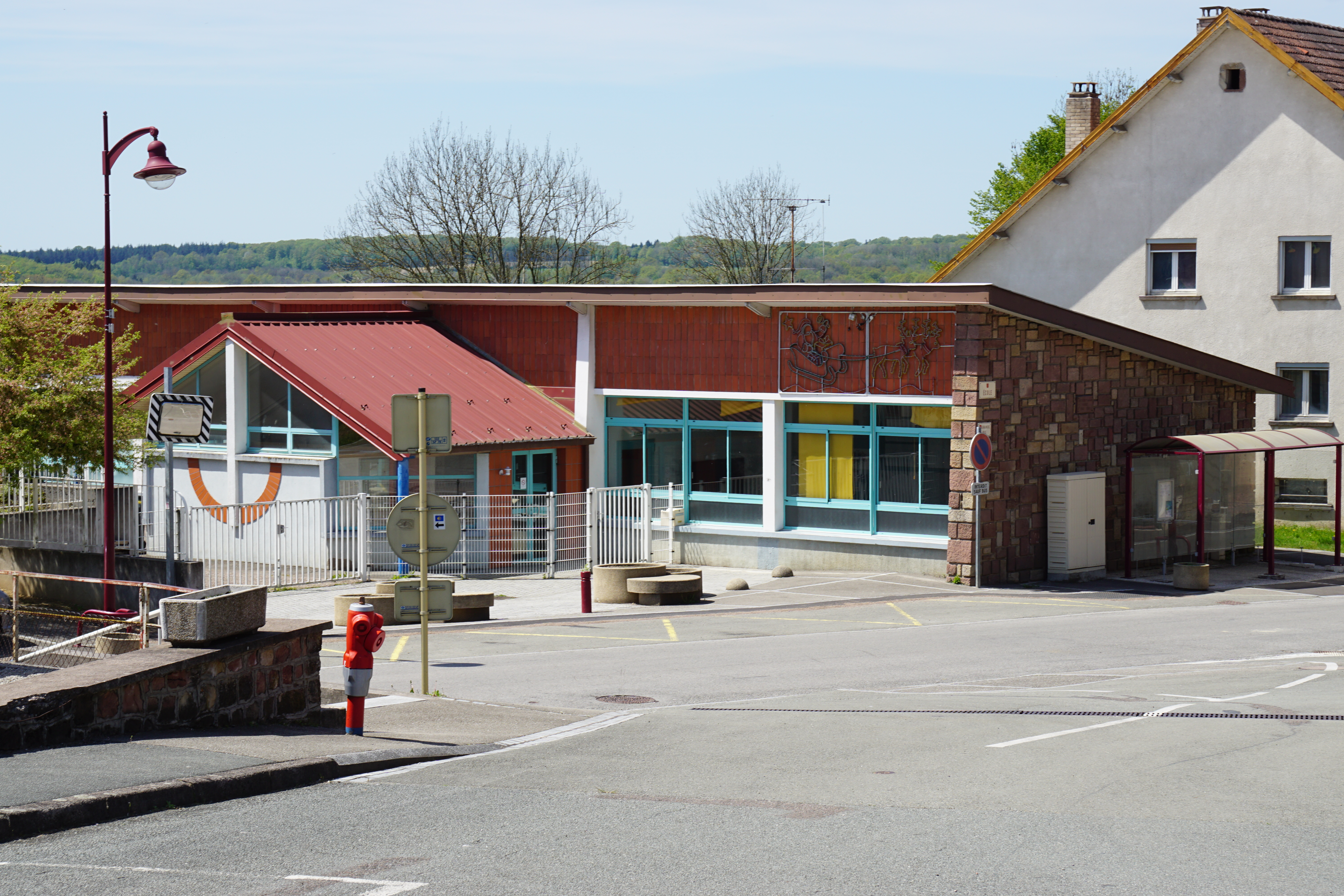
L'école.

La commune disposait d'une école fermée en 2014 et les enfants scolarisés à Saulnot par le SIVU de la Roselière.

### Milieu associatif
Il existe de nombreuses associations dans la commune, et en particulier Renaissance des deux Granges, association créée il y a quelques années[Quand ?] pour sauvegarder le patrimoine historique du village et tenter de le faire revivre. Elle propose des visites gratuites et de nombreuses animations.

### Manifestations culturelles et festivités
Le 15 août est le jour de la fête du village.

## Économie
L'entreprise Billotte est une entreprise spécialisée en travaux forestiers qui emploie 55 personnes.
Plus bas, vers Granges-la-Ville, est implantée une casse auto, Jacqu'Auto.
La majorité des terres adjacentes est exploitée par des agriculteurs à activité d'élevage bovin et de culture extensive.
Il existe un bureau de la Poste au centre du village mais aucun commerce.
De grands efforts devraient être faits pour le développement du tourisme vert. Plusieurs familles allemandes ont installé leurs résidences secondaires dans le village pour bénéficier de la tranquillité de la campagne, tout en étant proche des grands axes de communications.

## Lieux et monuments

### Patrimoine religieux
- Croix Saint-Pierre de Granges-le-Bourg[26].
- Chapelle.

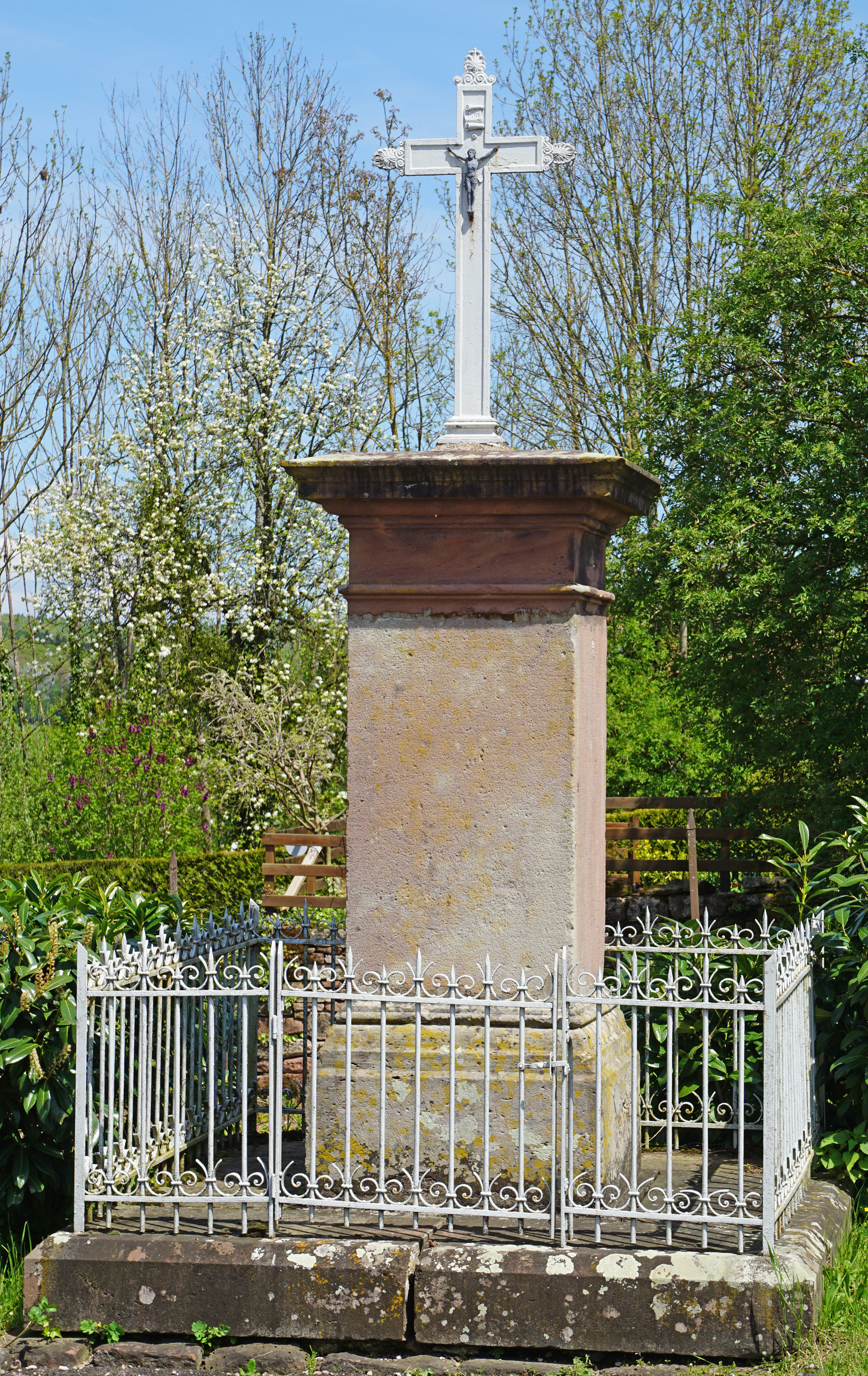
Un calvaire.
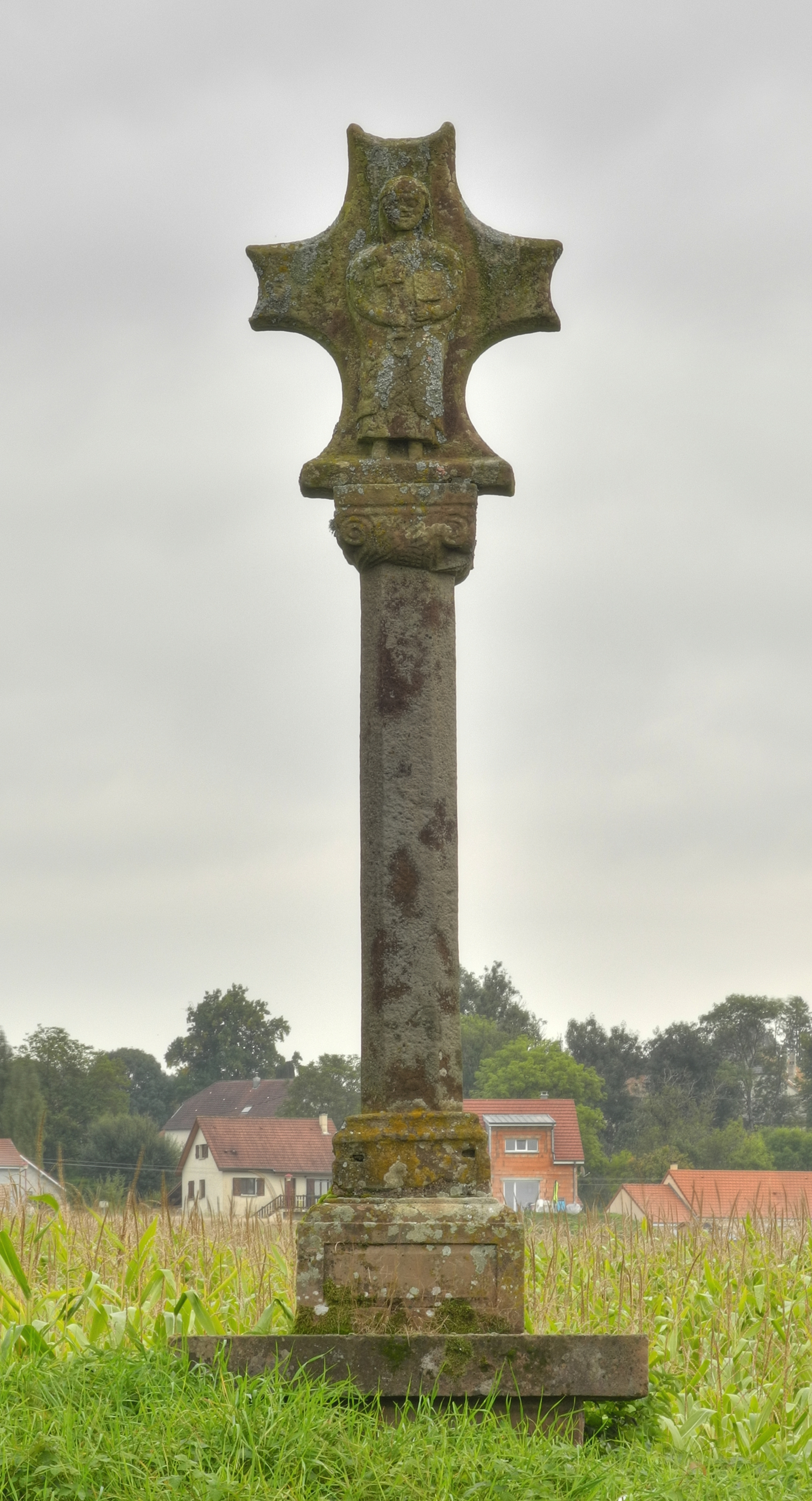
Croix Saint-Pierre.
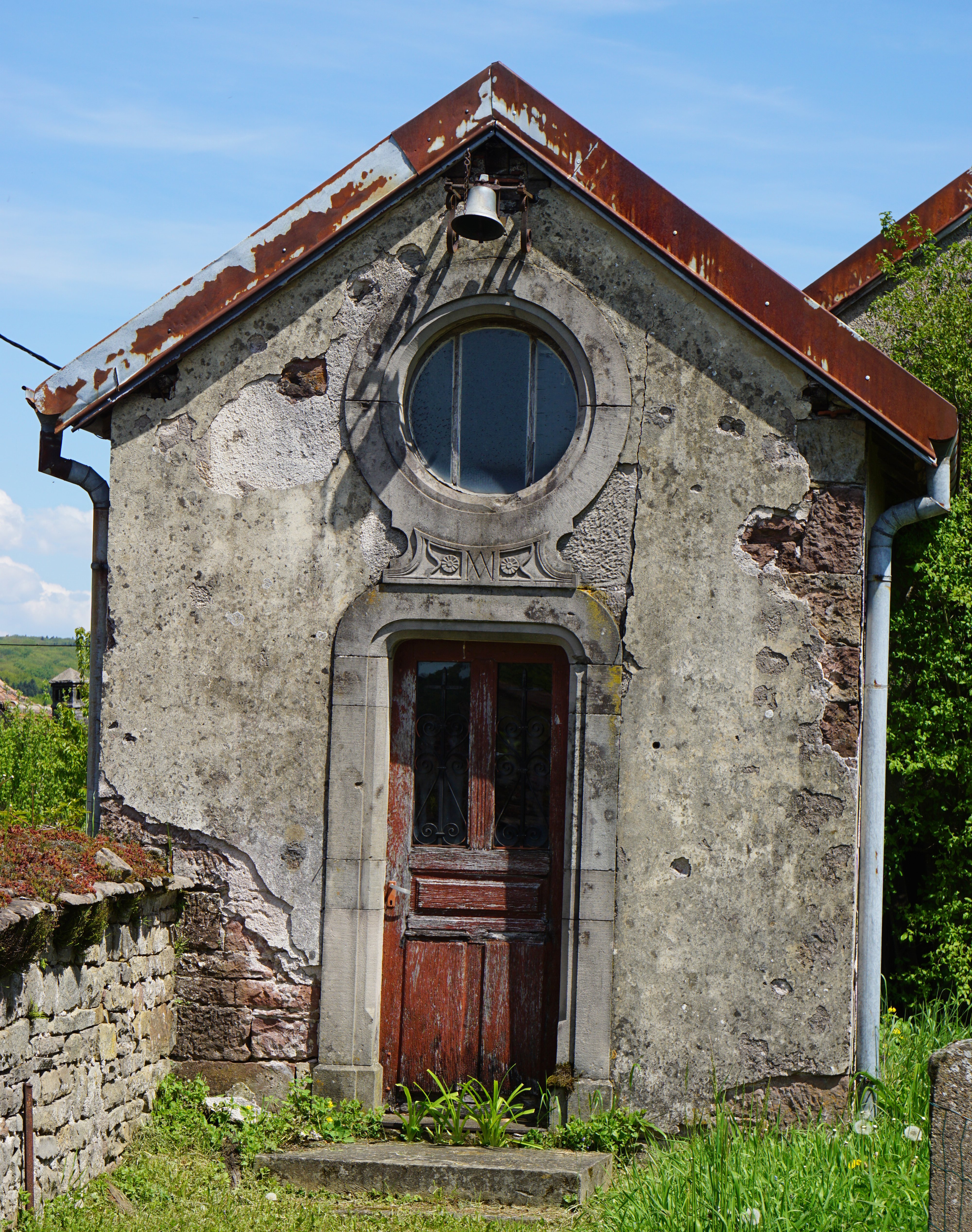
Chapelle.

### Patrimoine civil
- Ruines du château de Granges-le-Bourg, édifié au XIIe siècle par la famille de Granges, acquis par la municipalité en 1995 et en attente de restauration[27],[28].
- Tuilerie-faïencerie (XVIe siècle - XIXe siècle).
- Maison Gaudy ou maison de la porte basse (XVIe siècle[29]
- Maison Racle sur le Treige (1578)[30].
- Maison du Bailli (1606)[31].

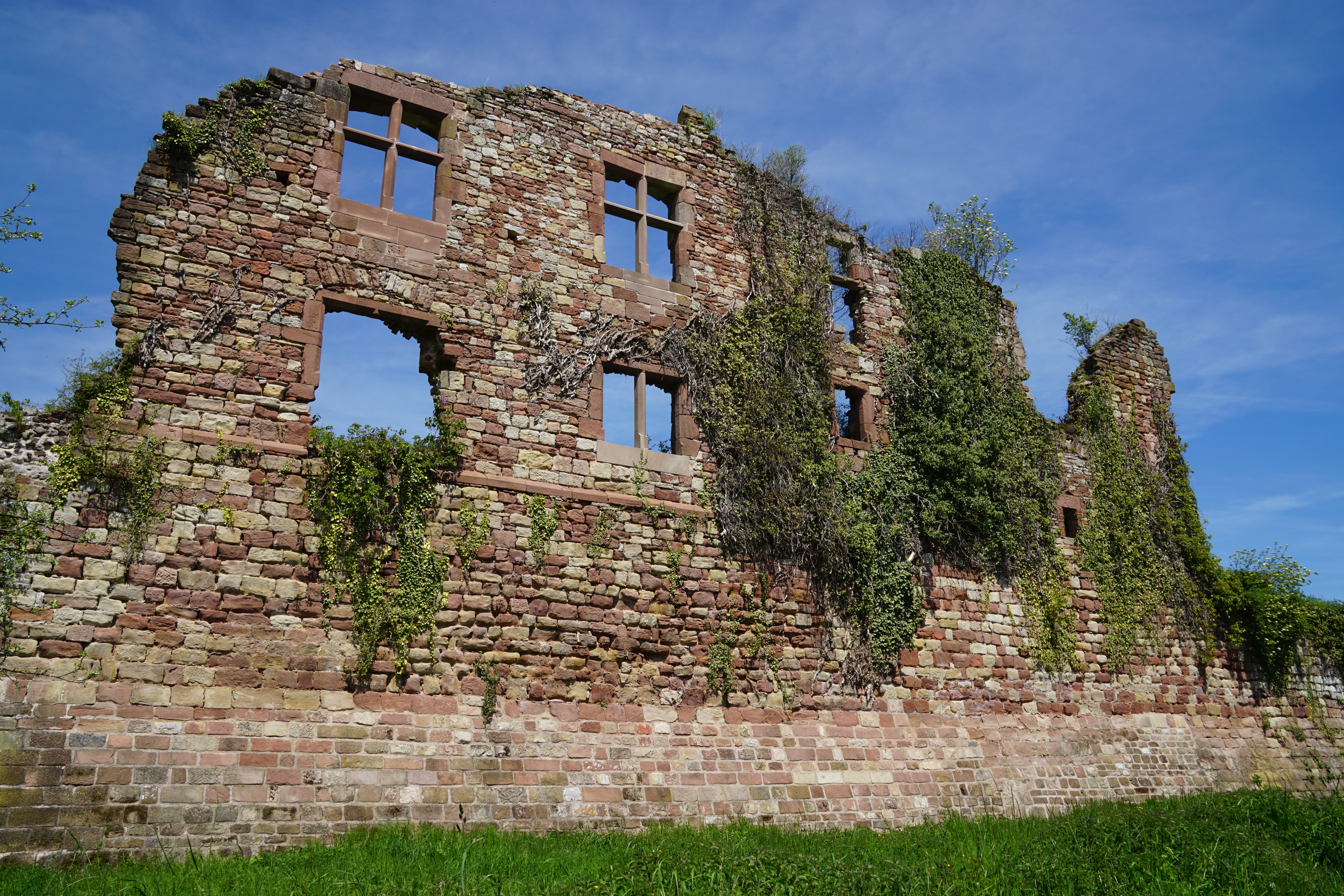
Les ruines du château.
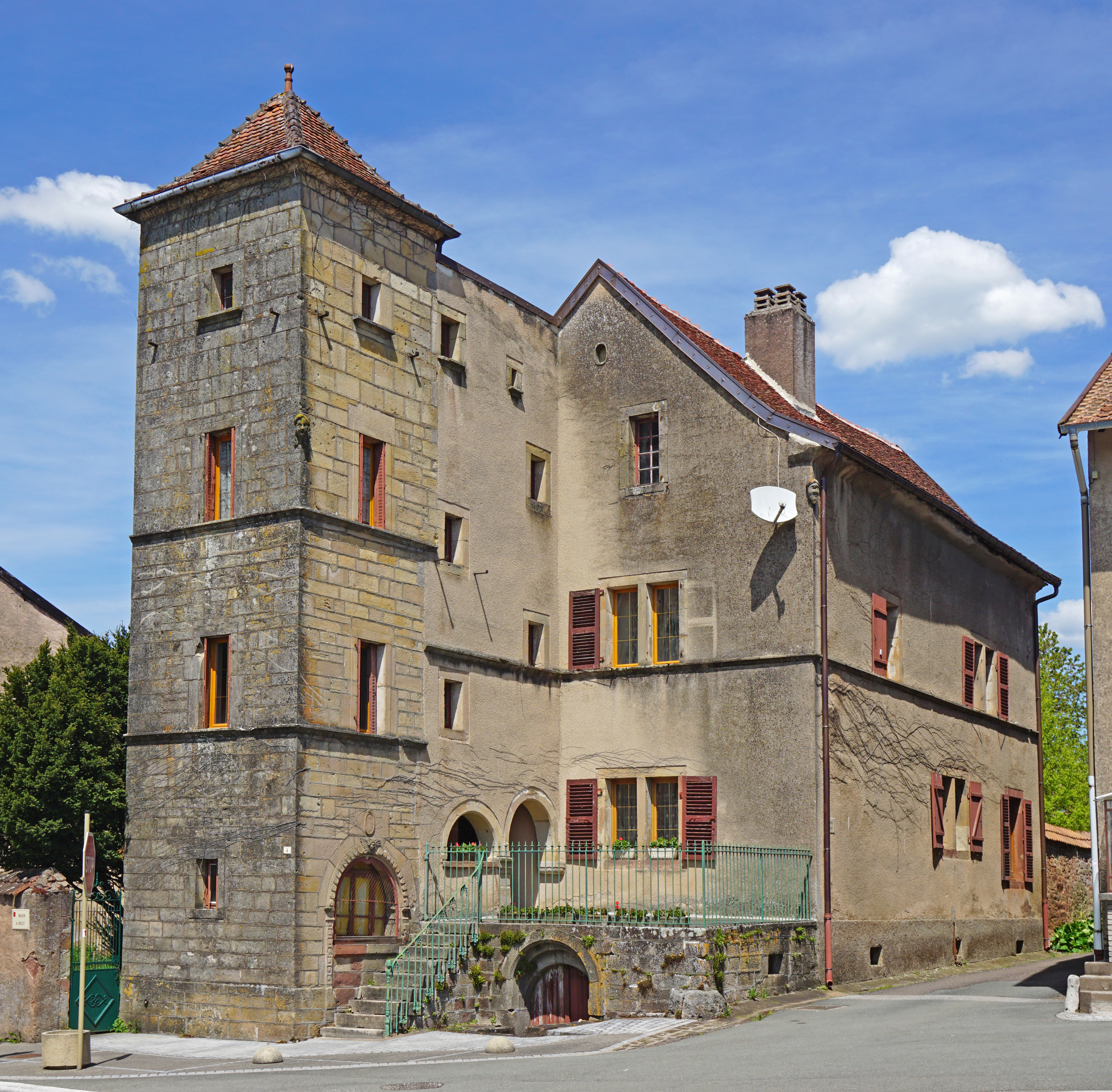
Maison du bailli de Granges-le-Bourg.
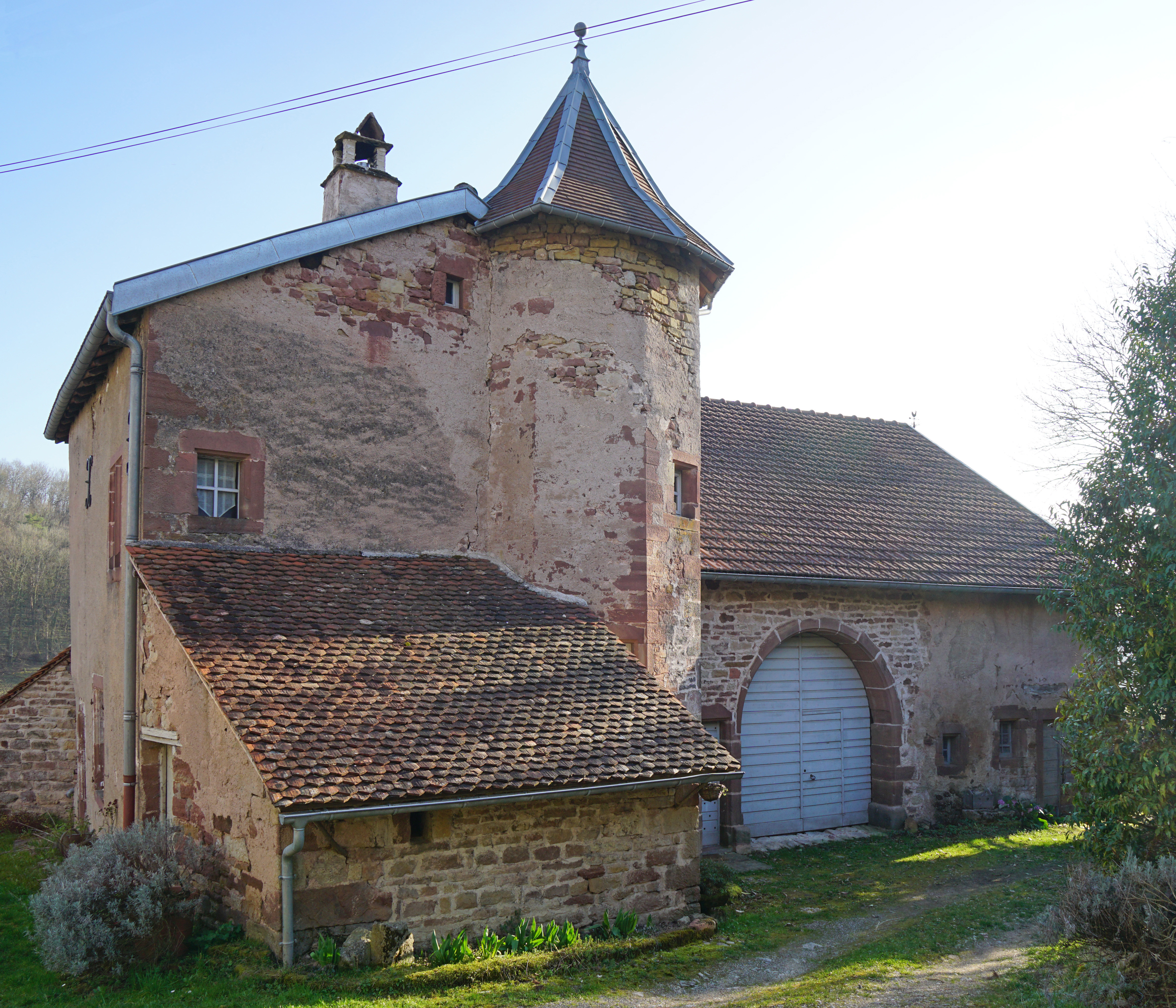
Maison Gaudy.
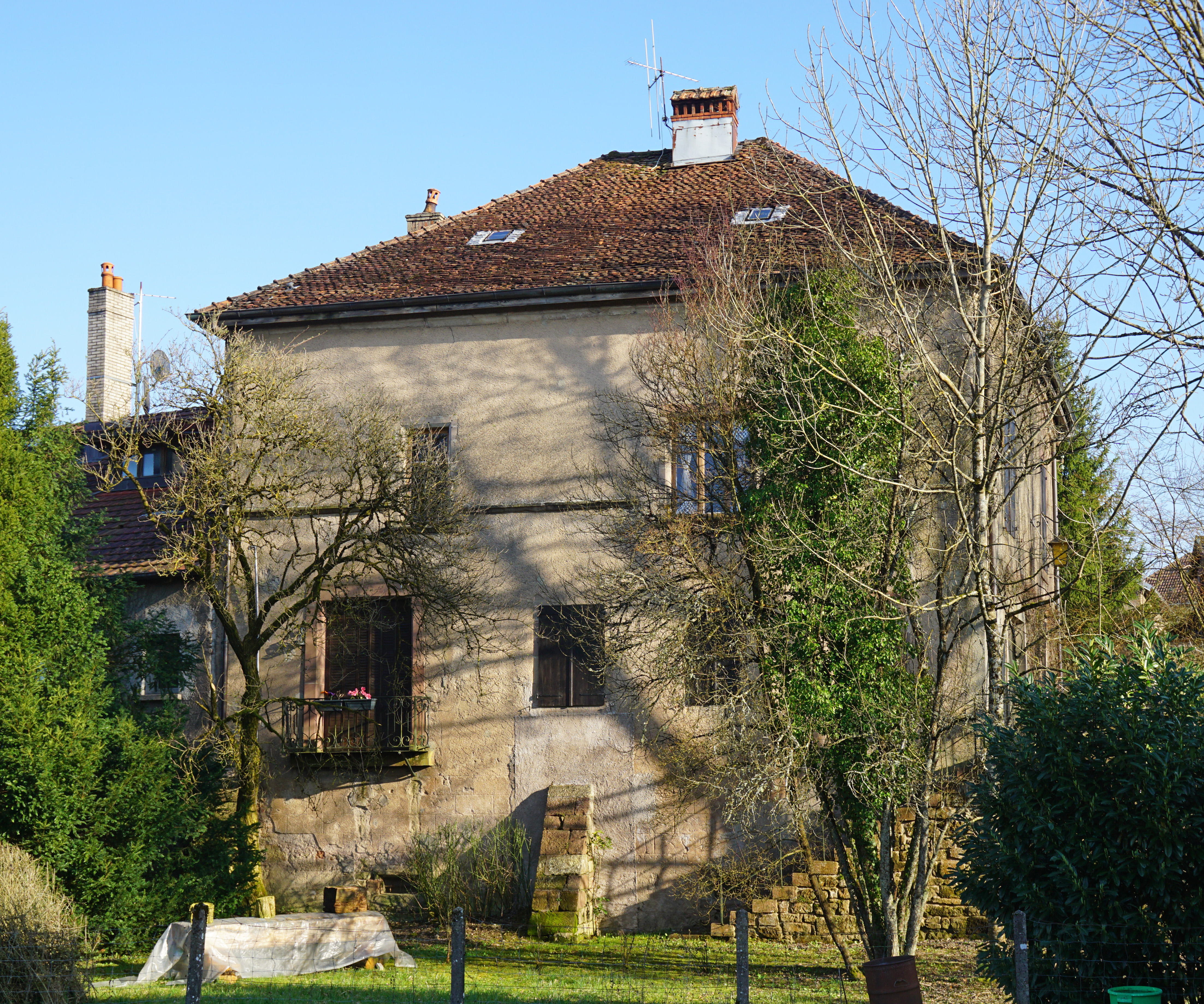
Maison Racle sur le Treige.

- Mairie :
  - le bâtiment fut construit en 1750-1751 et servait à l'origine de chambre d'audience (tribunal) et de prison ;
  - à la Révolution en 1789, le bâtiment fut confisqué, puis vendu aux enchères publiques le 22 pluviôse an III (10 février 1795) ;
  - en 1832, la municipalité l'acheta pour y installer une école et la mairie ;
  - les deux cachots de 1751 existent toujours et on peut y voir les graffitis (noms, dates, dessins) laissés, il y a plus de deux cents ans, par les prisonniers[32].
- L'ancien tissage de coton Schwob Frères, transformé en magasin de commerce[33].

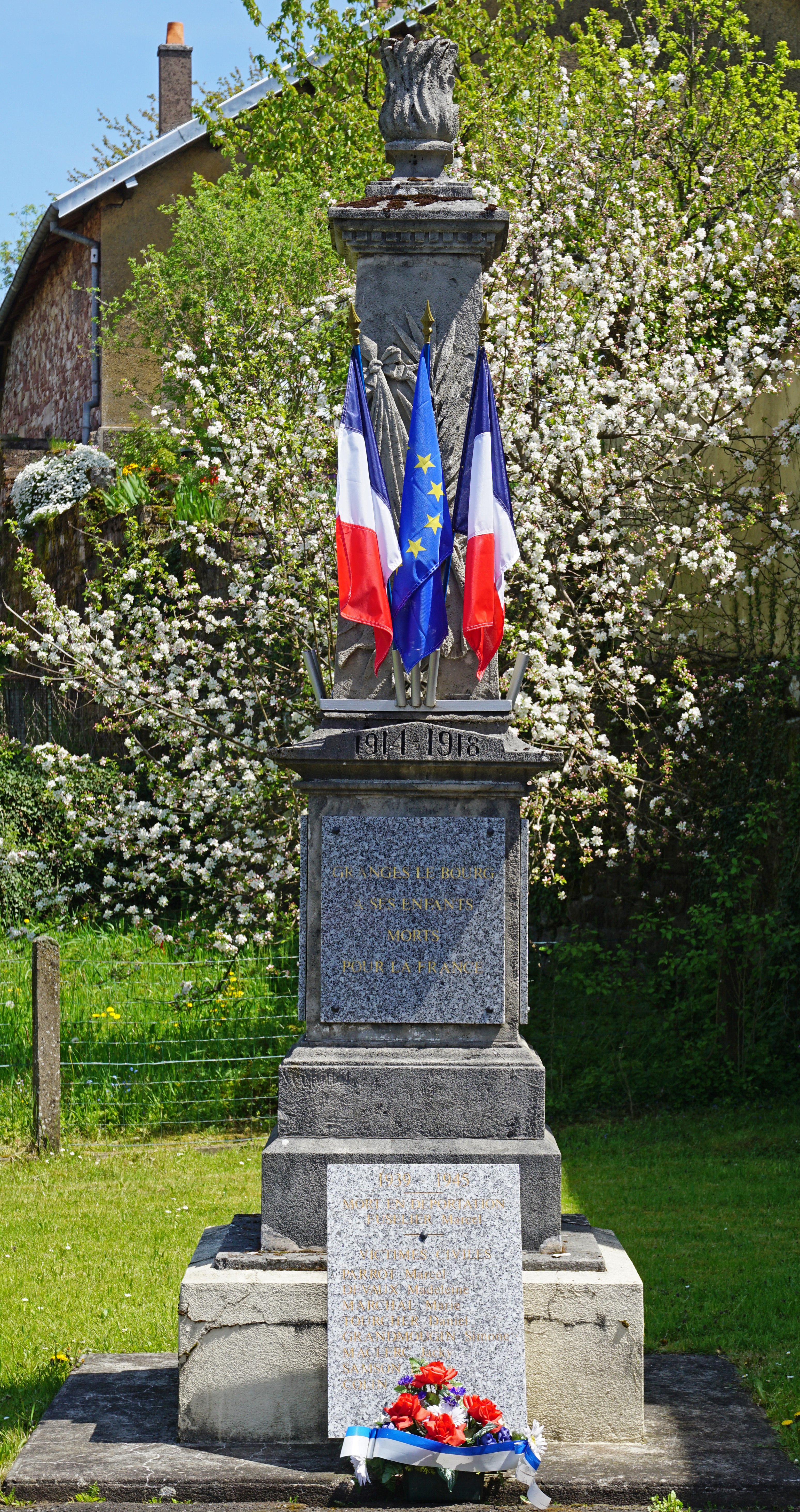
Monument aux morts.
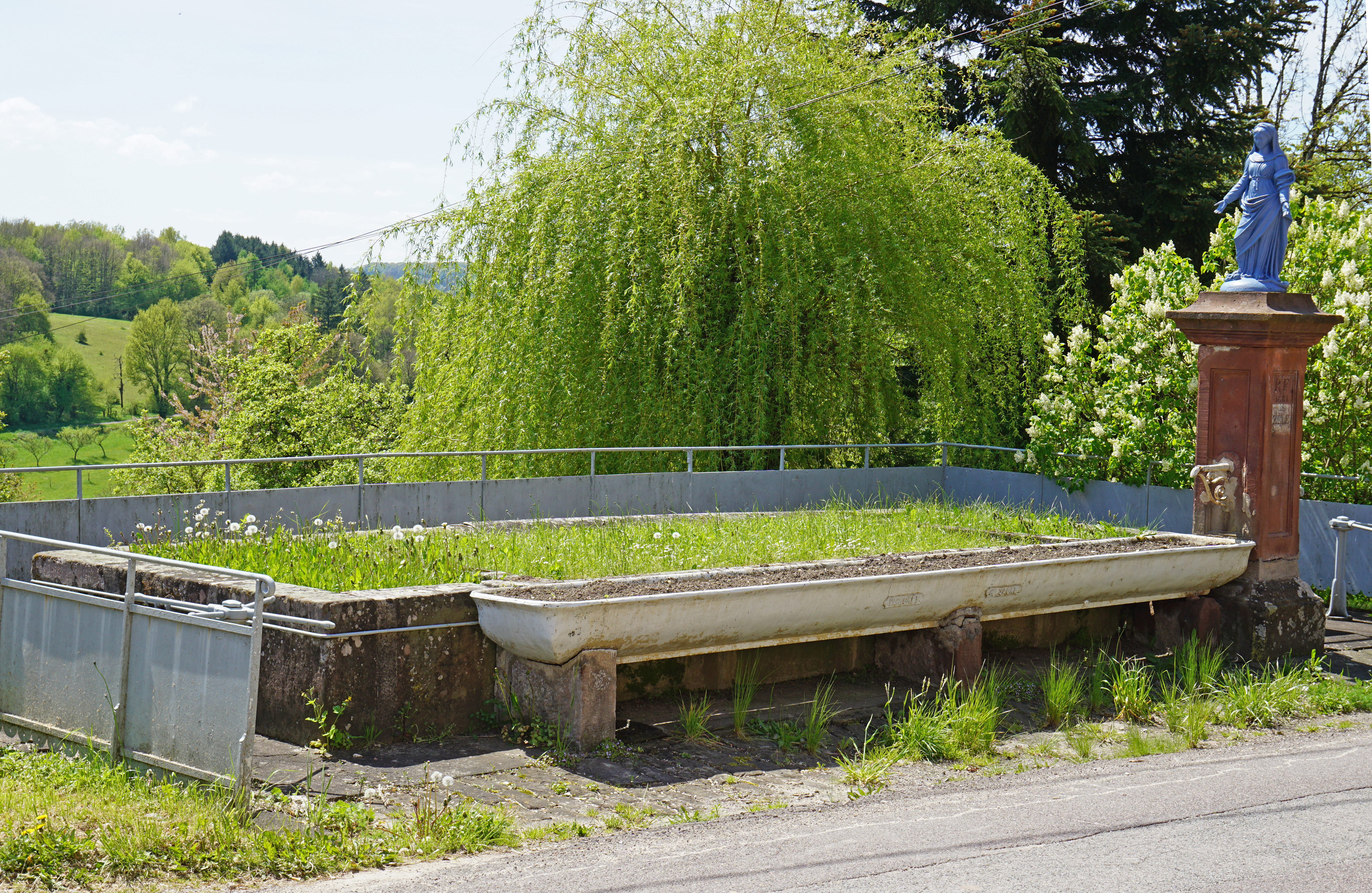
Une fontaine.
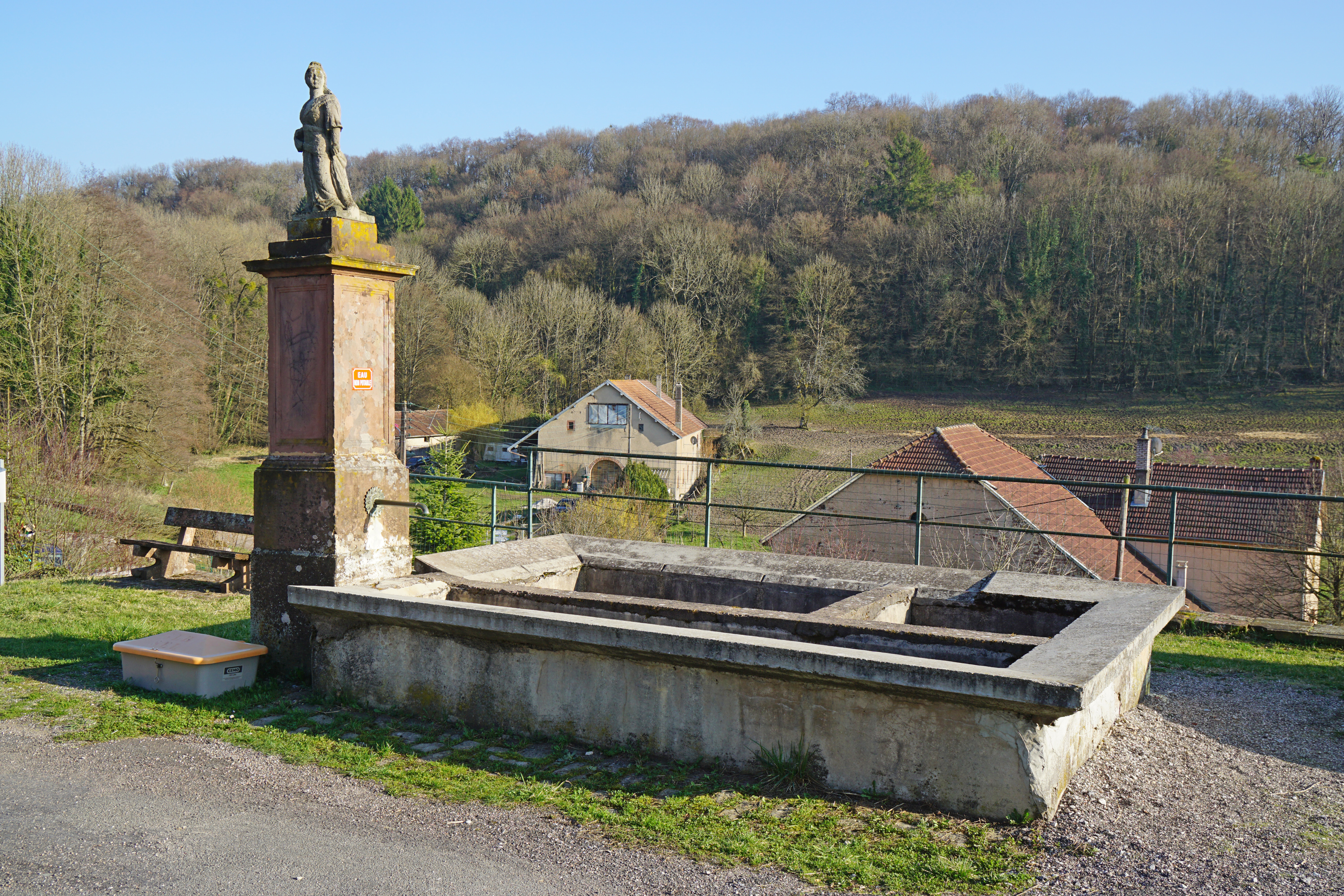
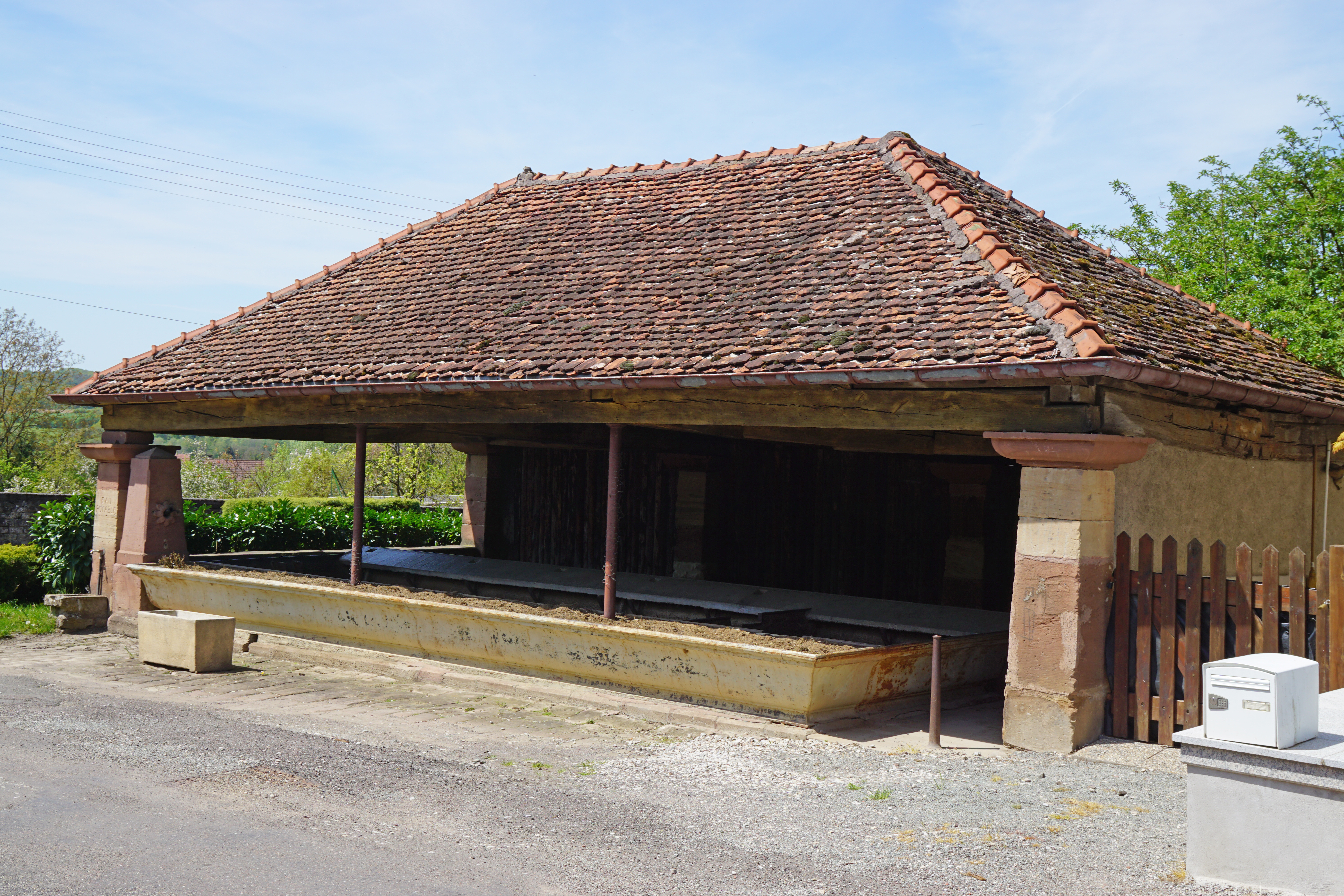
Le lavoir.
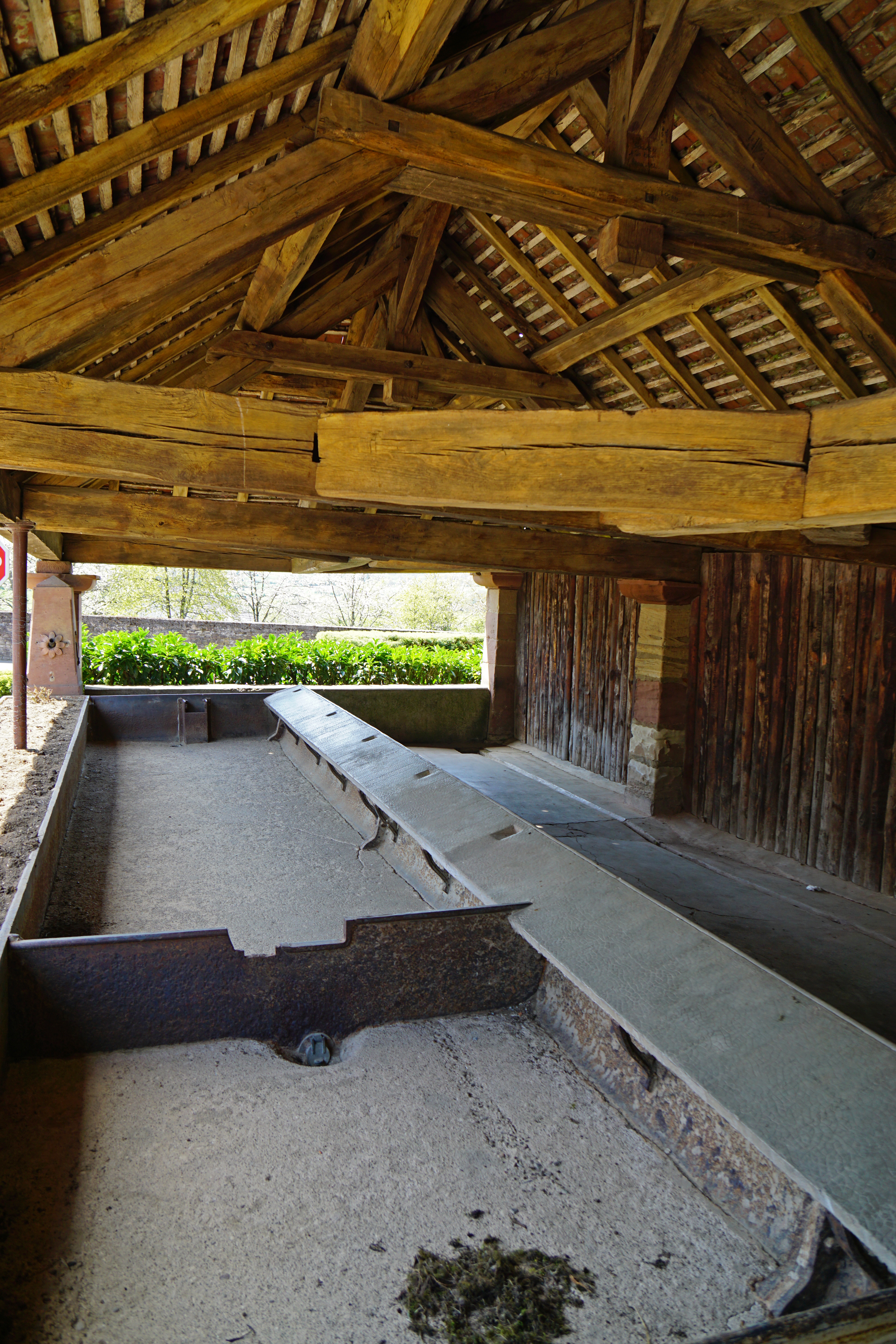

### Héraldique
| Blason de Granges-le-Bourg | Blason  | De gueules à deux fléaux d’or passés en sautoir, accompagnés en pointes de deux bars adossés du même. |
| Blason de Granges-le-Bourg | Détails | Le statut officiel du blason reste à déterminer.                                                      |